# ロード・エルメロイII世の事件簿
『ロード・エルメロイII世の事件簿』（ロード・エルメロイにせいのじけんぼ）は、著者：三田誠、イラスト：坂本みねぢによる日本のライトノベル。TYPE-MOON作のビジュアルノベルゲーム『Fate/stay night』シリーズのスピンアウト小説であり、同ブランドのオリジナルレーベル「TYPE-MOON BOOKS」より全10巻が発刊された。2019年からは角川文庫（KADOKAWA）より文庫版の刊行が行われている。
メディアミックスとして、東冬作画によるコミカライズ作品が『ヤングエース』にて2017年11月号から連載中。またテレビアニメ化や舞台化もされている。
2020年12月時点でシリーズ累計発行部数は180万部を突破している。本項では続編の『ロード・エルメロイII世の冒険』（ロード・エルメロイにせいのぼうけん）についても解説する。

## 作風
虚淵玄によるスピンオフ小説『Fate/Zero』に登場したウェイバー・ベルベットをフィーチャーしたミステリー作品。それ以前に『Character material』で発表されていた「ロード・エルメロイII世」だが、『Fate/Zero Material』でウェイバーの後身であることが明らかにされており、『Fate/Apocrypha』、『Fate/strange Fake』、『Fate/kaleid liner プリズマ☆イリヤ』などでも脇役として登場していた。
著者の三田誠はTYPE-MOON作品参加は本作が初めてである。2007年頃、『Fate/Zero』が刊行開始されていたTYPE-MOON BOOKSレーベルの発刊趣旨を、TYPE-MOONメインライターにしてFateシリーズの原作者である奈須きのこから聞かされていた三田は、いずれ自分も作品を発行したいという希望を奈須に伝えていた。その後、2012年7月に開催されたTYPE-MOON10周年記念イベント「TYPE-MOON Fes.」で上映された『Fate/Zero』を観覧した三田は、ウェイバーの存在に衝撃を受け、後年のウェイバーを取り扱った作品の製作を企画。イベントから程なくして、三田と交友のある成田良悟から作品の構想を聞いた奈須や虚淵からも好評を得て、執筆する運びとなった。
当初は、『Character Material』で言及された冬木市の聖杯戦争の解体に関する物語が考案されたが、エルメロイII世の能力が活かせるミステリー作品となった。これには、TYPE-MOONが『Fate/Apocrypha』および『Fate/Grand Order』といった様々なジャンルの『Fate』シリーズや『月姫』のリメイク版を製作していたことを受け、TYPE-MOON作品の新たな一面を見せたいとする三田の考えがある。また、TYPE-MOONの別作品に登場するキャラクターをゲストとして参加させることで、世界観を共有するTYPE-MOON作品をつなぐ架け橋となるような作品にすることも志向されている。

## あらすじ
舞台は、日本の冬木市にて行われた第四次聖杯戦争から10年後のイギリス。
第四次聖杯戦争参加者の一人であるウェイバー・ベルベットは、人間的にも魔術師としても大きく成長を遂げ、同聖杯戦争で戦死した恩師のエルメロイ教室を買い上げて魔術協会の一角である時計塔の講師に就いていた。そして、エルメロイ派の次期当主でもあるライネス・エルメロイ・アーチゾルテの要請により、エルメロイ派の当主の座を預かり、ロード・エルメロイII世と呼ばれるようになっていた。
そんなエルメロイII世のもとへ、義妹となったライネスが『魔術絡みの厄介な相談』をたびたび持ち込む。そこから起きた事件を、エルメロイII世は持ち前の分析能力で解決の糸口を見つけ、内弟子のグレイやエルメロイ教室の弟子たち、知り合った魔術師たちの力を借りて謎に満ちた事件を解決していく。
やがて一連の事件の裏に、かつてエルメロイII世と共に第四次聖杯戦争を戦った英霊イスカンダルに関わる、とある計画が浮かび上がる。

## 登場人物

### 主人公とその関係者
ロード・エルメロイII世（Lord El-Melloi II）
声 - 浪川大輔
本作の主人公で、探偵役。魔術協会時計塔の現代魔術科学部長にして、時計塔に12家しかない君主（ロード）の系譜であるエルメロイ派の仮の現当主。本名はウェイバー・ベルベット（Waver Velvet）。
汚れるのを嫌う神経質な性格をしているが、自室は散らかっており、魔術師にはそぐわない趣味だがビデオゲームをかなり嗜む。自らは好奇心が強く、他者に対しては解説魔で、横暴なところもあるものの、まめで面倒見がよい。普段は落ち着いた態度を見せ一人称も「私」だが、興奮したりして感情が昂ると「僕」に変わり、若い頃から抱くコンプレックスを露わにする。
若いころから虚弱体質であるが、現在の体躯はすらりとした長身の筋肉質。髪型はセンター分けの直毛黒色の長髪である。喫煙者で魔術礼装を兼ねた葉巻を愛用している。神経質さが災いして、眉間には常に深いしわが刻まれている。ヴィジュアル化された際に眼鏡を掛けていることがあるが、これは視力矯正用ではなく魔眼から身を守るための魔眼殺しの眼鏡である。
階位はロードとしては低い第4階位・祭位（フェス）。指導力に対する評価として冠されたもので、他にも特殊性・貴重性のある魔術師に対し名誉的に冠されることの多い階位である。なお、魔術師としての能力のみを純粋に評した場合の階位は第5階位・開位（コーズ）の中でも下位とされる。
魔術師は魔術刻印という魔術を行使するための器官を自らの体に魔術の結晶として作りあげては子孫に伝えていくため、代を経るほど子孫が強大な魔力を持つようになるという因果律が成立しているが、ウェイバー自身は先代・先々代が成り行きで魔術に関わってから3代目と新参のため、魔術師としては二流以下と弟子にも酷評されており本人も自認している。しかしその知識量と魔術のみに偏らない多様な視点により、魔術という神秘の本質を見抜く能力に傑出しており、他の魔術師の能力を正しく見極め教導する超一流の講師であると同時に、秘めることが強さに直結する魔術を暴き解体することから「魔術の破壊者」とも評される。彼自身も魔術の解体を「悪癖」と自覚し、普段は口にしないよう心がけているが、無意識に魔術を分析し、秘密を暴露された魔術師の反感や的確な指摘を受けた魔術師の歓心を買うことも多い。
時計塔における評価は高く、『教導を得た者は例外なく典位以上の階位を獲得しており、教えを受けた者すべてを束ねれば時計塔の勢力図が書き換えられるとさえ言われる。そのため、教えを受けられることは一種のステータスとなっている』という逸話がある。ただし、本人は魔術師としての大成を望んでいるため、弟子に追い抜かれる事実と相まって、講師としての評価を疎ましがっている。時計塔内の政争に興味なく、魔術師の究極の目標たる「根源を目指す」志を見失うことはないが、一般人に近い感性を持ち、魔術師としての非情さからは離れている。
日本の冬木市で行われた第四次聖杯戦争にライダー・イスカンダル（声 - 大塚明夫）のマスターとして参加するも、その過程でエルメロイ派の先代当主で自身の師であったケイネスの聖遺物を盗み出したせいもあって、聖杯戦争で彼が死亡したことに責任を感じている。それをライネスに付け込まれる形で「家中内乱で負ったエルメロイの負債を完済する」、「エルメロイの魔術刻印を修復する」、「ライネスが成人するまで君主の座に就き、それを守る」、「エルメロイの家に入り、ライネスの義兄兼家庭教師になる」という契約を交わし、ロード・エルメロイII世として縛られることとなる。また、その際に契約の証として自らの「源流刻印」を担保としている。エルメロイの名も一時的に預かっているだけのものとして、必ず「II世」を付けるよう求める。
当初は契約を早期に果たし、かつて「自分にとってただ一人の王」と認めたイスカンダルを再び召喚して次回の第五次聖杯戦争で勝利することを目指していた。しかし、ハートレスの陰謀の蠢動を知り、聖杯戦争参加を自ら辞退し、その陰謀を止めるべく動き始める。
3年数ヶ月後の『冒険』では教室から典位や色位の魔術師を何人も輩出しているため勢力としては無視できなくなっている。
『Fate/Grand Order』では諸葛孔明の依代としてキャスタークラスの疑似サーヴァントとなっている（人格はエルメロイⅡ世本人）。

グレイ（Gray）
声 - 上田麗奈
エルメロイII世の内弟子で15歳ほどの少女。一人称は「拙（せつ）」、誕生日は6月17日。エルメロイII世のことは「師匠」と呼び、魔術師ではないものの彼の元で魔術知識を学んでいる。卓越した戦闘技術を持ち、特に討霊戦闘に長けた墓守りであるため、エルメロイII世をはじめとする他者の護衛に従事する場面も多い。
辺境の閉鎖的で独特な村の出身で、学がないことを自覚しており、長い話を覚えること、人が多い環境、近代文明が苦手である。
アーサー王が埋葬されているとする霊園の墓守の一族で、霊体に対する感応性が異常に強いが幽霊の類が大の苦手である。本人は顔を晒したがらず、師の指示もあって常に顔を隠すようにフードを深くかぶっている。これは彼女がアーサー王の遠縁の子孫であり、容貌が第四次聖杯戦争におけるセイバー・アルトリアと酷似しているためである。グレイの一族は、聖槍の使い手としてのアーサー王を再現するために代々にわたって調整・研究を重ねており、グレイは唯一の成功例である。
物語開始の10年ほど前から顔や全身が変化し始めており、自分が自分以外の人間になっていくことと、当時の周辺人物たちがそのことを喜び、自分に対して崇敬の念をあらわに接するようになってきたことに恐怖や違和感を感じて暮らしていたため、顔貌自体は嫌いではないとしながらも、自分の顔として認識することを嫌って隠したり鏡を遠ざけている。またそうした経歴から、聖杯戦争でアルトリアと遭遇したことのある師が自分の今の顔を厭うていることを喜んでいる。
エルメロイII世が第五次聖杯戦争に備えて霊園を訪れた際に出会い弟子となる。内弟子として接していくうちエルメロイII世に深い信頼を寄せるようになり、第四次聖杯戦争の関わりを知ってからは彼の願いが叶うことを強く想うようにもなり、彼のために戦っていくことに誇りを持つようになる。
「case.冠位決議」の最終戦闘時に、極東で開始されていた聖杯戦争にセイバー・アルトリアが再召喚された影響を受け、彼女により近付いてしまい、『ロード・エルメロイII世の冒険』の時点では肉体上の加齢が停止していることが明かされている。
『Fate/Labyrinth』や『Fate/strange Fake』などにも登場。また『FGO』ではアサシンクラスのサーヴァントとして登場する。

アッド（Add）
声 - 小野大輔
グレイの一族が代々受け継いでいる喋る魔術礼装であり、一行の切り札。その正体はアトラス院の開発した魔術礼装「ロゴスリアクト・レプリカ」。
匣に目と口がついた形をしており、普段はグレイの右手にある「檻籠」とコートの中に隠されている。戦闘になると第一段階限定解除として「死神の鎌（グリム・リーパー）」と称される大鎌に変形し、周囲の魔力や霊的エネルギーを喰らって自身と所有者を「強化」する能力を持つ。また大鎌以外にも応用として吸収した魔力を放射する大盾や魔力ブースト機能がある破城槌に変形可能である。ひたすら口が悪く、たびたびエルメロイII世やグレイから「お仕置き」を受ける。
疑似人格のモデルは円卓の騎士のケイ卿であることが「case.アトラスの契約」において判明している。
多量のエネルギーを喰らうと第二段階限定解除が行われ無機質な口調に変わり、アーサー王の宝具として知られる聖槍「最果てに輝ける槍（ロンゴミニアド）」を開放することができる。さらに円卓の騎士の数と同じ13の拘束封印がかけられており、臨む戦闘の条件・内容により「円卓議決（デシジョン）」から円卓の騎士の承認意志を汲み取ることで第三段階限定解除ができ、承認の数によって真の力を発揮できる。魔眼蒐集列車での戦いにおいて部分解放したことが大きな負担となっており、「case.アトラスの契約」にてグレイと出会ったズェピアからもう解錠しない方が良いとアドバイスされていたものの、「case.冠位決議」においてグレイと共に自らの消滅を覚悟して最終戦闘に臨むが、居合わせた神霊の置き土産として存在の継続が可能となる。

ライネス・エルメロイ・アーチゾルテ（Reines El-Melloi Archisorte）
声 - 水瀬いのり
エルメロイII世と先代ケイネスの義妹で、エルメロイII世とは非血縁関係であるが、ケイネスとは叔父と姪の血縁関係にある。誕生日は3月7日。
エルメロイの分家筋の出身であり、ケイネスの遺体から回収できたわずかな魔術刻印の最適合者であったことから次期当主候補として幼い身ながら祀り上げられ、暗殺の危機を回避しながらケイネスの死後に内乱状態に陥ったエルメロイ派をまとめ上げて権力を掌握した。
15歳ほどの少女で普段は中性的な喋り方をするも、慣れた相手や心の声だと年相応に蓮っ葉になる。自他ともに認めるほど性格が悪く、相手をいたぶり困惑させて右往左往するさまを見るのが大好きで、エルメロイII世いわく「胃を壊す悪魔」。ライネス自身もエルメロイの家系は大概性格が悪いと自認している。サディストであるが、責められるのも嫌いではない。
エルメロイ教室を3年維持したウェイバーを見込んで、彼の罪悪感と責任感に訴えて交わさせた契約により彼をエルメロイ派のロードに仕立てあげた。なお、先代ケイネスの死について調査の上で、先代は傑出して優秀な魔術師であったが戦闘に長けていたわけでなく、「聖杯戦争の参加者の何人かは、どうしようもないほどの殺し屋だった」ので、「参加を決めた時点で詰んでいた」と結論付けており、ウェイバーに先代の死に関する責任があったとは考えていないが都合が良いとして本人にそれを告げていない。
義兄のためと称して無理難題をたびたび持ち込んでおり、そのように彼女が持ち込んだり、巻き込まれた案件から物語が始まることもある。
「相手の底を視る」「魔力を探知できる」「魔力を調整する」能力を持つ魔眼の持ち主である。魔術師としての能力は高くなく魔眼の制御に苦労しており、定期的に制御用の点眼薬を差している。しかしエルメロイII世いわく「魔力の精密作業」即ち「魔術の上に魔術を重ねる技術」についてはケイネスに比肩する才があり、魔眼が安定すればそれなりの魔術師になれる、と判定している。
『FGO』では司馬懿の依代としてライダークラスの疑似サーヴァントとなっている（人格は基本的にライネス自身のものだが偶に司馬懿の人格も現れるので二重人格のようになっている）。
トリムマウ（Trimmau）
声 - 水瀬いのり
ライネスの従者で、疑似人格が付与された女性型自動人形（オートマタ）。
先代ケイネスが若いころに編み上げた、エルメロイの至上礼装と評される戦闘用魔術礼装「月霊髄液（ヴォールメン・ハイドラグラム）」を、ライネスが受け継ぎエルメロイII世の薫陶の下で応用したものである。また、戦闘用というだけではなく、エルメロイ派有数の魔術式演算器でもある。
普段はメイド姿でライネスの身の回りの世話と護衛をしている。
元は水銀に魔力を込めたもので、形状を自由自在に変えられるため、装甲になって人の身を護ったり、長距離移動の際には荷物として運搬されたり車両などに張り付いていることも可能である。ライネスの魔力消費が多くなるが自律行動させることもでき、単独で防御・攻撃・索敵できる。フラットから影響を受けて有名映画のセリフを妙なタイミングで発することがある。

フラット・エスカルドス（Flat Escardos）
声 - 松岡禎丞
エルメロイII世の弟子の少年魔術師。現代魔術科古参の一人。魔術属性は「空」。
魔術の才能は突出しているもののかなりゆるい性格で「天才馬鹿」「天恵の忌み子」と称される異端児。
格闘能力はあまりなく、唯一の赤点教科である護身術以外はすべて満点という魔術師として天賦の素養はあるが魔術師としての思考回路や感性がなく、躁的で活動的な気質と相まって奇行が目立つ残念な生徒。エルメロイII世の胃痛の原因の一つであり、たびたび彼の怒りを買い宿題を増やされている。
混沌魔術の使い手で、師に匹敵する魔術の分析・解析能力により他者の魔術式に介入する能力に長けており、魔術を反転させるカウンターのほか即興で術式を組み上げて行使する戦法を得意とする。
シリーズとしては『Fate/strange Fake』のメインキャラクターとして初登場する人物だが、本作とは別の世界線の物語になるため同一存在の別人物ということになる。
スヴィン・グラシュエート（Svin Glascheit）
声 - 山下誠一郎
エルメロイII世の弟子の少年魔術師。現代魔術科最古参の学生で、フラットとは双璧と称される。
真面目な性格をしているが、彼もまたエルメロイII世の胃痛の原因である。後述の特異な魔術の家系であるため、時計塔に来たばかりのころは常に孤立感に苛まれていた。グレイに自分と共感するものを感じ取り、彼女を「グレイたん」と呼んで追いかけ回すなど彼女への執心はやや常軌を逸しており、グレイはスヴィンの行動を敵意の表われと勘違いしている。このことから「グレイの半径5m以上近づかないこと」とエルメロイII世から釘を刺されている。対象の存在や魔力を臭いで感知でき普段から鼻を利かせていることから、フラットに「ル・シアン（犬）」というあだ名を付けられているが本人は嫌がっている。
獣に神秘を見出した「獣性魔術」の使い手であり、家系の中では最適格者である。獣の幻体を纏って強靭な爪牙による高速戦法を得意とする。一方で獣性魔術は獣の狂気をもたらすと認識されており、実際に狂気に引きずられてしまう術者がほとんどであることから周囲の魔術師からは忌避されていた。言葉に魔力と「呪い」が帯びている特異体質を持っているが、これは獣の咆哮というものが獣特有の音域と響きをもって魔性を呼び寄せも祓いもすることのできる一個の「完成された魔術」であるという獣性魔術の特徴によっている。
「case.魔眼蒐集列車」の冒頭で10代で第3階位である「典位（プライド）」に就任している。ただしアニメ版『-魔眼蒐集列車 Grace note-』では「典位」授与の儀式が行われるのは最終話となっている。
作者の三田は、『Fate/strange Fake』からフラットを流用するにあたり、その対となるようデザインされたキャラクターとしたとしている。。
カウレス・フォルヴェッジ（Caules Forvedge）
声 - 小林裕介
「case.魔眼蒐集列車」より登場。
フォルヴェッジ家の本来の跡継ぎである姉が突然魔術を捨てて出奔してしまったため予備でしかなかった彼に家督のお鉢が回ってくることになり、本格的に魔術を学ぶため時計塔に留学、エルメロイ教室に配属されることとなった。
入学するまでは一族にも大して期待されていない凡庸な魔術師であったが、エルメロイII世に電気系統の魔術の素質を見出され急速に頭角を現しつつある。
優秀な姉と比べられていること、突然後継者の地位を押し付けられたことからやや劣等感の強い面はあるが、その分向上心が強く、魔術師として成長できそうな機会は貪欲に捉えに行く。また、姉を呼び戻そうとする一派から刺客を差し向けられたりした経験から、ある程度肝も据わっている。
『Fate/Apocrypha』の登場人物であるカウレス・フォルヴェッジ・ユグドミレニアと同一存在であるが、本作は『Apocrypha』とは違う歴史を辿った世界軸にあるため別人物という設定である。同時期にシリーズ別作品を執筆している成田良悟の発案でこの作品からキャラクターと電気魔術が結びつけられており、『Apocrypha』の作中でカウレスのパートナーであったサーヴァント・"フランケンシュタイン"の特性や宝具からの発想である。
メルヴィン・ウェインズ（Melvin Weins）
声 - 平川大輔
「case.魔眼蒐集列車」より登場。トランベリオの魔術刻印調律師。調律師としては一流で、ヴァイオリンのような形状の調律器をケースに入れて常に携帯しており、それを奏でることで魔術刻印の稼働効率を向上させる技能がある。
アルビノであり白髪で極端な虚弱体質をしており、頻繁に吐血し魔術による増血剤によって生き延びている。性格は面白いものが好きで常にふざけないではいられないという陽性だが、人の悪さでは初対面時のイヴェットやグレイに「クズ」と即断され、性格の悪さを自認するライネスにさえ「このクズ」と面罵されるほどである。作中に直接登場してはいないが「ママ」に頻繁に言及し、「ママ」が自分の選択の軽重の基準になっている。
今でもエルメロイII世のことをウェイバーと本名で呼び、学生時代からの友人として大事に思っているが、自身の事情や彼にとっての「良し悪し」の判断を独自に持つため必ずしも味方をするわけでもない。
実家は表の社会でも力のある富裕な魔術家系で、第四次聖杯戦争に参加するための費用をウェイバーに頼まれて工面しているほか、エルメロイ教室を買い取る費用も融通している。また、借金の担保として彼の魔術刻印を預かっている。
ケイネス・エルメロイ・アーチボルト（Kayneth El-Melloi Archibald）
声 - 山崎たくみ
エルメロイの先代当主。故人。エルメロイII世の恩師で、先代のエルメロイ教室の主任講師。
第四次聖杯戦争に参加し、婚約者のソラウ・ヌァザレ・ソフィアリと共に戦死した。エルメロイII世からは人としては好かれていなかったが、魔術師として敬意をもたれており、また彼からの指導無くして今の自分はなかったと師として尊敬されている。
『Fate/Zero』に登場した人物。シリーズ原作者の奈須きのこによると『Fate/Zero』は『Fate/stay night』の世界からすると並行世界の第四次聖杯戦争であり、若干の相違が見られるが、第四次のケイネスのランサー陣営とウェイバーのライダー陣営に起こった出来事や事情はほとんど同じであるとしており、その経歴も『Fate/stay night』の世界軸にある同作と一致する。
詳細は当該記事「ランサー陣営」を参照。
遠坂凛（とおさか りん / Rin Tosaka）
『冒険』から登場。エルメロイ教室の生徒。クラスメートのルヴィアとは犬猿の仲でありしばしば問題を起こすトラブルメーカーだが、時計塔の建造物並びに器物破壊の被害額に匹敵する論文や術式を発表する優等生でもある。
「冠位決議」と同じ頃に冬木市で行われた第五次聖杯戦争にアーチャーのマスターとして参加していた。
エルゴ
『冒険』から登場。凛がシンガポール近海に沈没している鄭和艦隊の船のサルページ作業の中で拾った青年。
はるか昔に3人の魔術師によって3柱の神の因子を組み合わせて作り上げた「神喰らい」。
ルヴィアゼリッタ・エーデルフェルト
声 - 伊藤静
フィンランド出身の宝石魔術師、誕生日は6月6日。エーデルフェルト派の次代当主で現当主代行を務める10代後半ほどの女性。愛称はルヴィア。実家が他の魔術の秘奥や神秘を簒奪して成り上がったことから「地上でもっとも優美なハイエナ」と評されており、自身も豊かな金髪の大房な縦ロールヘアを持つ端麗な容姿と、貴族的な振る舞い、それに相応しい矜持と精神の持ち主で、勝気な性格をしている行動派。また、エーデルフェルト家は、一子相伝が常態である魔術師の家系にあって、姉妹のふたり一組で家伝の魔術を行使して累代しているため「天秤の家」とも称されており、ルヴィアとは正反対の内向的な性格で家にこもりがちな妹がいることが本作で言及されている。
エルメロイII世に対しては当初、魔術を理解しすぎているが故に、魔術の本義たる神秘を解体する「魔術の破壊者」と糾弾し失脚さえ目論むが、ルヴィアを魔術的危機から脱する道筋をつけたことから「指導者」に名指しし、後に時計塔に入学することになる。
「case.冠位決議」にも登場しており、先祖が第三次聖杯戦争参戦時に持ち帰った切り札となりえる魔術物をエルメロイII世に託し、また、彼に協力してアルビオンに降りる。
『冒険』からは正式にエルメロイ教室に所属。
『Fate/stay night』『Fate/hollow ataraxia』に登場する人物。詳細は当該記事を参照。
アニメ版では「case.魔眼蒐集列車」にも登場し、魔眼蒐集列車編においてライネスの依頼で獅子劫界離と共に、征服王イスカンダルの触媒をロード・エルメロイII世の元から盗んだ犯人を調査することになる。

### 時計塔関係者
化野菱理（あだしの ひしり）
声 - 皆口裕子
時計塔法政科に所属する魔術師、誕生日は3月23日。「失せもの探し」の魔眼を有しており、魔眼殺しの眼鏡をかけ、踝まである長い黒髪姫カットをしている振り袖姿の妖艶な女性。蛇のような印象を与え、使い魔も蛇である。魔術師としての能力は高いが、「根源に至る」という魔術師としての前提目的を嘲っており、結局は欲得に塗れた闘争にあけくれている魔術社会を斜にみている節がある。
「case.剥離城アドラ」・「case.魔眼蒐集列車」・「case.冠位決議」に登場。
魔術の才能を持ちながらも家柄に恵まれない多くの若者を支援・養育していたという現代魔術科の通称の元になっているノーリッジ卿の養子であったが、法政科に所属するにあたり縁を切っている。ハートレスとは同じくノーリッジの養子という境遇から表向きは義理の兄妹になるが、自身としては実は異母兄妹でもあるとみている。
法政科の利益を優先するために、嘘は言わないまでも故意に事実や情報の開示と隠匿の選択をすることで状況を誘導することも多く、当初の自身の計画をエルメロイII世の事実解明に邪魔されたとしても、法政科にとって有利な決着に運んでいるとエルメロイII世は推測している。
イノライ・バリュエレータ・アトロホルム
声 - 一城みゆ希
時計塔12学科の一つ・創造科学部長にして、三大貴族の一角バリュエレータ派の貴族（ロード）を務め上げる老齢の女性魔術師。民主主義派の重鎮でもある。一人称は「オレ」で、iPodを使用してロックを聴くなど性格は若々しく活動的で、現代科学にも理解を持っている。
魔術界の権力者として「case.双貌塔イゼルマ」・「case.冠位決議」に登場している。
蒼崎橙子は時計塔での教え子である。
腰に小袋を携帯しており、中に入った砂を操る魔術は相当の戦闘力を有する。
イヴェット・L・レーマン
声 - 岡咲美保
「case.魔眼蒐集列車」より登場、誕生日は5月13日。
現代魔術科の生徒で、エルメロイII世の生徒のひとり。ピンク系の髪色のツインテールにロリータ・ファッションをまとったハイテンションの少女。自称「近頃流行りの魔眼女子」。魔眼・加工を得意とする魔術家系の出身で、眼帯をしている右目には眼球がなく、宝石などで編まれた人工の魔眼をはめ込んで行使する魔術が使えるが、ひとつの魔眼を使うには、そのための魔術回路が必要とされており、彼女は何回も自分の脳に手を加えることで8つの魔眼を使いこなし、尚且つ自身の人格を安定させている天才でもある。もともとは鉱石科だったが、申請して現代魔術科に移籍した。「メルアステア派からエルメロイ教室に送り込まれたスパイ」・「ロード・エルメロイII世の愛人志望」を公言している。
エルメロイII世におおむね好意的ではあるものの、フラットやスヴィンとは異なり、自分や実家の利益を優先するため、その時々の状況により、エルメロイII世に対する立ち位置が変わっている。
ハートレス
声 - 福山潤
時計塔現代魔術科の先代学部長を務めていた魔術師。赤い髪をした長身の男性で、妖精に心臓を盗まれたという噂から「ドクター・ハートレス」の通称で呼ばれる。元はノーリッジ卿の養子であり、化野菱理とは義理の兄妹である。
君主でないにも関わらず学部長の地位を得ており、消息不明となっている作中現在でも時計塔では畏怖をもたれている魔術師であることから、物語開始時からたびたび言及されていたが、本人の登場は「case.魔眼蒐集列車」からである。「魔眼の視界を奪う魔眼」の持ち主。自身の魔術を行使する際には「裏返れ、僕の心臓」と詠唱する。後述の事情からエルメロイII世には「敵」として認定される。
その正体は化野菱理の異母兄、化野九郎（あだしの くろう）。かつて霊墓アルビオンにて生命の危機に見舞われ「妖精域」に立ち入ってしまったことで心臓を置いてきており、このときにタイムパラドックス状態に陥っている。作者は『ロード・エルメロイII世の事件簿 マテリアル』にて「第五次聖杯戦争における、とあるアーチャーと衛宮士郎のオマージュ」と語っている。
過去にマリスビリー・アニムスフィアから冬木の第四次聖杯戦争の調査を依頼されており、その時に得た情報から、冬木の英霊召喚システムに魔術的なハッキングを行い、「アインナッシュの仔」と「魔眼蒐集列車」の2つの死徒に関わる神秘の力を利用し、エルメロイII世から盗み出したイスカンダルの聖遺物を触媒にして、イレギュラーなクラスである「フェイカー」のサーヴァント「ヘファイスティオン」を召喚しており、彼女との関係を心地よく感じている。
「case.冠位決議」では同時期に開始されている第五次聖杯戦争と冠位決議、さらに封印指定を受けた「極東のエミヤ」の時間制御に関する魔術を利用して、サーヴァントの器に依存せず、英霊を超えた「神霊イスカンダル」を召喚することで、現在の魔術社会の変革を目指している。
ヘファイスティオン
声 - 大地葉
ハートレスの女性サーヴァント。クラスはエクストラ・クラスでハートレスが独自に名付けた「フェイカー」。マスターとの関係は良好である。宝具は「ヘカティック・ホイール（魔天の車輪）」という骨の飛竜が曳く空を翔る戦車。
この場合の「フェイカー」とは「影武者」という意味で、ハートレスがエルメロイII世の元から盗み出した「イスカンダル」の聖遺物を触媒に、冬木の聖杯戦争の英霊召喚システムを利用して召喚されている。史実においてイスカンダルと間違えられた逸話を持つ腹心「ヘファイスティオン」と名乗るが、その名は双子の兄のもので生前から自分自身の名前はない。イスカンダルの身体的な影武者であった兄とは違い、呪いなどの魔術的な攻撃からイスカンダルを護るための影武者で、その身代わりとしての精度をあげるために名付けられておらず、長じたイスカンダルからの命名の申し出も固辞していた。黒髪の金銀妖瞳で女性としては高身長であるが、その外見は“伝承上のイスカンダル”に、作中の本物よりも近い。
直剣を巧みに使いこなしグレイとも対等以上に渡り合う優れた戦士で、生前はイスカンダルの軍に戦士としても加わっていたが、本来はディオニューソスを奉る巫女で、イスカンダルの母親から魔術の手ほどきを受けて魔術戦にも通じており、「強制の魔眼」持ちでもある。影武者として自身をイスカンダルに捧げるよう養育されたこともあり、イスカンダルを「あれほどの王は他にいない」と強く敬慕している。自身とイスカンダルの関係との共通点を、「英雄の写し身」でありエルメロイII世に強い思慕を抱くグレイに感じており、グレイに対してある種の共感を抱いている。
イスカンダルに先んじて死去したために、彼の死後に起こった後継者争いである「ディアドコイ戦争」に参加してはおらず、その争いでイスカンダルの帝国を分裂させ滅亡に導いた臣下たちを恨み憎んでおり、その連中がのうのうと加わっているとしてサーヴァント・イスカンダルの宝具である「王の軍勢（アイオニオン・ヘタイロイ）」の参集には応じていない。また、イスカンダルの臣下を称するエルメロイII世のことも不快に思っている。

### 事件簿「case.剥離城アドラ」の登場人物
ゲリュオン・アッシュボーン
剥離城アドラの主。故人。「修復師」という、欠損した魔術刻印を修復するという稀有な魔術を扱う。
後継者がおらず、遺産を譲るために城に招待客を集めるとした遺言を残し、法政科に託す。
オルロック・シザームンド
時計塔の重鎮を担う魔術師。白髪を蓄え、少年従者の押す車椅子に乗る老人男性。
蝶の成長の神秘を起源とした蝶魔術（パピリオ・マギア）を得意とする。魔術の家に関しては古きを貴きとし、新興の家系を侮る言動を隠さないが、実は古い家系におこりえる魔術刻印の劣化という問題を抱えており、アドラで起こった殺人事件に関してエルメロイII世に解決のための協力関係を持ちかける。
ゲリュオン・アッシュボーンの友人で、協同して研究していた時期もある。その間にゲリュオンの妻であるイレーネを恋慕し、一度だけ関係をもったことからグラニドが自分の息子であると認識している。
ハイネ・イスタリ（Heine Istari）
魔術協会に所属する名門錬金術師。20代半ばほどの実直で礼儀正しい好青年で、「騎士（ザ・ナイト）」の異名を持つ。火と水の二重属性を持ち、「生きている石」を操る。
魔術師社会と相いれず、一度教会に出家しているが、代わりに魔術刻印を受け継いだ妹に関わる異変を理由に舞い戻り、妹を助けるために魔術刻印を自分の身に移植するが、異変で変質した魔術刻印のために生命の危機にあり、そのせいで兄が死んだという思いをロザリンドにさせたくないために、「修復師」の遺産に問題の解決を期待して今回の招待を受けている。
アドラ城に潜む「獣」と交戦するも、2番目の犠牲者となる。
ロザリンド・イスタリ
ハイリの妹。8歳ほどの幼い少女で、兄を慕っている。兄に同行し来城する。
人見知りであるが、兄と共に交流した清玄に可愛がられ徐々に懐いていく。
フリューガー
傭兵を務める、占星術師（アストロロジャー）の魔術使い。「師父殺し」の異名を持つ、屈強な体格をした中年男性。フリューという愛称を好んで用いる。瓢軽で人懐こい性格。ナイフを使った魔術・占いを得意とする。
「冠位決議」にも登場しており、「師父殺し」は魔術協会から狙われた師匠の命を護ることを目的とした偽りの事件で、「師父殺し」後に師父を匿うために「霊墓アルビオン」に共に隠れていた時期があり、エルメロイII世に協力してアルビオンでの案内役を務める。
時任次郎坊清玄（ときとう じろうぼう せいげん）
修験道を修める魔術師。訛りの入った口調の20歳半ばほどの青年。「飛鉢法」や「烏とび」などの修験道の験力を使う。フリューと同じく瓢軽な言動をする。
過去に魔術師としての兄弟間の後継者争いにて焼殺された兄の今わの際の願いで彼の魔術刻印を受け継いだが、炎で損傷した魔術刻印の修復をアッシュボーンに依頼した際にグラニド・アッシュボーンの魔術刻印を修復材料として使用されていたために、今回の事件でグラニドに己の人格を侵食された状態でグレイと戦闘する羽目に陥り右腕を失っている。
「case.冠位決議」にも登場し、エルメロイII世に協力してアルビオンに降りる。その道行きにグラニドの魔術刻印をその身に宿すことをもって継承者としてゲリュオンの遺産を受け取ったことと、アドラの事件後のロザリンドを立場的に助けるために動いていることを明かしている。またアルビオンで呪体「精霊根」によって代わりの右腕を得ることになる。
クラウン
ルヴィアの第二従僕。モヒカン刈りをした身長2メートルほどの巨躯の男性。
グラニド・アッシュボーン
ゲリュオンの子息。故人。
父に先んじて、母と同じ遺伝病で亡くなっている。

### 事件簿「case.双貌塔イゼルマ」の登場人物
バイロン・バリュエレータ・イゼルマ
双貌塔イゼルマの領主で、民主主義派閥バリュエレータ派の一つ、イゼルマ家の現当主である魔術師。
イゼルマ家は魔術を用いた人体改造による究極の美の成就を代々目指してきた家系で、彼らが生み出した究極の美を持つ人間は、黄金姫・白銀姫の称号を持つことになる。
ディアドラ・バリュエレータ・イゼルマ
バイロンの娘。黄金姫を襲名する。
本人に魔術師としての特性はないが、その調整され尽くした美貌は多くの魔術師たちを放心させる。
エステラ・バリュエレータ・イゼルマ
バイロンの娘で、ディアドラの妹。白銀姫を襲名する。ディアドラに比肩する美を有する。
カリーナとレジーナ
カリーナがディアドラ付きのメイド、レジーナがエステラ付きのメイドをしている姉妹で、一見して区別が付けづらいほどに外見が似ている。
マイオ・ブリシサン・クライネルス
中立派閥ブリシサン派の末席に籍を置く時計塔伝承科の青年魔術師。薬学をもってバイロンに協力している。ディアドラやエステラ、カリーナとレジーナとは幼馴染みでもある。
イスロー・セブナン
中立派閥に属する服飾を扱う魔術師。バイロンの要請で黄金姫・白銀姫のドレスを製作する。マイオと同様、ディアドラたちとは幼馴染み。
ミック・グラジリエ
時計塔呪詛科に籍を置く男性魔術師。我流のタントラ・ヨーガを用いる。
とある人物からスパイの依頼を受け、イゼルマに現れる。
アトラム・ガリアスタ
声 - 福島潤
中東系の金髪に褐色肌をした青年魔術師。魔術師としては新興の家系であるが、石油資産を背景に持つ財産家。
イゼルマがオークションで手に入れたと噂されている神秘の品を虎視眈々と狙っており、一時は第五次聖杯戦争参加枠をエルメロイII世と争うことになるが、この事件で彼に対して興味を持ってたびたび接触してくるようになる。
その後、エルメロイII世が参加枠を辞退したことにより第五次聖杯戦争に参加するが、開始後間もなく死亡。
「case.冠位決議」において、自身が死亡した場合に届けられるようにした手配によってハートレスに関する情報をエルメロイII世に遺している。
テレビアニメ『Fate/stay night [Unlimited Blade Works]』に登場する人物。詳細は当該記事の「聖杯戦争に参戦したマスター」を参照。
蒼崎橙子（あおざき とうこ）
声 - 本田貴子
最高階位・冠位（グランド）を持つ、20代後半ほどの外見をした女性魔術師。メガネをかけているときもある。
かつて魔術協会から魔術の希少性・唯一性を保護する名目で強制的に監禁や監視下におかれる「封印指定」を受けていたが、追手を返り討ちにしながら逃亡をし続けたのち、数年前の時計塔での騒動の折に執行停止されている。
時計塔の学生時代にはイノライに師事していた。
第四次聖杯戦争の際に重傷を負ったケイネスに、義手を提供した人物でもある。
「case.冠位決議」にも登場する他、「case.魔眼蒐集列車」にて過去に「魔眼蒐集列車」と闘ってダメージを与えたことなどが言及されている。テレビアニメ版では「特別編」にて初登場。
『魔法使いの夜』『空の境界』に登場する人物と同一人物だが別存在である。詳細は当該記事を参照。

### 事件簿「case.魔眼蒐集列車」の登場人物
オルガマリー・アースミレイト・アニムスフィア
声 - 米澤円
時計塔天体科の君主・マリスビリーの娘。11歳。
家庭教師のトリシャと共に「魔眼蒐集列車」に乗車し、魔眼オークションに参加する。求める魔眼を確実に手に入れるべく、エルメロイII世に対して共闘を持ちかける。魔眼蒐集列車内で殺人事件が発生後、かつて父が第四次聖杯戦争を調査し「冬木の聖杯は使いものにならない」と結論付けたことをエルメロイII世に教える。クライマックスの魔眼蒐集列車の危機に際しては家伝の天文系魔術を行使し、エルメロイII世を助勢することになる。
事件後、同じ貴族主義派の次代のロードであり、年齢が近く友人がいないという似通った境遇であることなどから、ギブ・アンド・テイクを前提としてではあるがライネスと誼みを結ぶ。
「case.冠位決議」にも登場し、父の代理として冠位決議に参加する。
シリーズ初登場は『Fate/Grand Order』で、本作とは歴史の違う世界線という設定の物語のため、同一存在だが別人物となる。
トリシャ・フェローズ
声 - 比嘉久美子
オルガマリーの従者で家庭教師。未来視の魔眼の持ち主。
カラボー・フランプトン
声 - 津田英三
「魔眼蒐集列車」の乗客。聖堂教会に所属している老齢の神父。宝石ランクの過去視の魔眼「泡影の魔眼」の持ち主。
老化により魔眼の制御が時を追うごとに難しくなっていることから手放すために乗車している魔眼の売り主側。
ジャンマリオ・スピネッラ
声 - 山本兼平
「魔眼蒐集列車」の乗客。魔術師でありながら、自身の料理番組をもつテレビタレントで社会的には成功しているが、魔術師として大成することも諦めていない。
テレビアニメ版にも登場するものの、魔眼蒐集列車には乗車していない。
レアンドラ
声 - 行成とあ
魔眼オークショナーの女性。魔眼そのものを愛している。両眼を眼帯によって覆っている。
ロダン
声 - 江越彬紀
「魔眼蒐集列車」の車掌。レアンドラからは「ロダン卿」と呼ばれている。
「case.冠位決議」にも登場し、エルメロイII世一行を霊墓アルビオンの到達可能地点まで「魔眼蒐集列車」を走らせて送り届ける。
支配人代行
声 - 日笠陽子
「魔眼蒐集列車」の支配人代行。本来の支配人とされる「ロズィーアンの家名を持つ上級死徒」が、蒼崎橙子にオークションにダメージを与えられたことで自身は「魔眼蒐集列車」から退き、代わりに運営のために残していった影と言われているが、作中現在では魔眼蒐集列車スタッフの前に現れることさえ滅多になく、目にすることも稀な存在となっている。
生きた人間から魔眼を魔術的に容易く摘出できる能力を持つ。

### 事件簿「case.アトラスの契約」の登場人物
ベルザック
グレイの故郷の「ブラックモアの墓地」の墓守の老人。グレイを次代の墓守に指名した。
マグダレナ
グレイの母。村の長老である「おばば様」と共に、村の宿願である英雄復活のために狂信的に活動し、娘であるグレイを崇めるべき英雄として扱っていることでグレイを悩ませている。
英雄復活が成ればグレイの自我や精神が消滅してしまうため、実は娘を救うために長年密かに動いている。
フェルナンド
グレイの故郷の村の教会の司祭。
イルミア
グレイの故郷の村の教会のシスター。「聖堂教会」の中枢から派遣された武闘派。
ズェピア・エルトナム・アトラシア
魔術協会の一角である「アトラス院」の院長。
古の昔にアトラス院が発行したといわれている7枚の「契約書」の1枚のためにグレイの故郷の村に滞在している。

### 事件簿「case.冠位決議」の登場人物
ルフレウス・ヌァザレ・ユリフィス
降霊科君主の老人。貴族主義派の重鎮。時計塔の創設者のユリフィス家の当主。
ケイネスと共に第四次聖杯戦争で亡くなった婚約者ソラウと、その兄である時計塔一級講師のブラム・ヌァザレ・ソフィアリの父。
マグダネル・トランベリオ・エリオット
全体基礎科君主の男性。民主主義派の長。
キャルグ・イスレッド
秘骸解剖局局員の男性。
アシェアラ・ミストラス
秘骸解剖局局員の女性。
クロウ
ハートレスの弟子。霊墓アルビオン出身者で元はイスレッド兄弟やアシェアラと組んでいた採掘者。視界を奪う「簒奪の魔眼」の持ち主。
「生還者（サヴァイバー）」と呼ばれているアルビオンから地上に脱出した魔術使いで、脱出した際にハートレスに拾われ、採掘者仲間とともに弟子となったが、「冠位決議」直前に他の弟子たちが殺害される中、行方不明になっている。その正体は、現在のドクター・ハートレスである化野九郎（あだしの くろう）本人である。

### 冒険「神を喰らった男」の登場人物
ラティオ・クルドリス・ハイラム
アトラス院所属、「六源」の一つクルドリス家の魔術師。エルゴを作った魔術師の末裔で、エルゴを奪取するために、ロード・エルメロイⅡ世一行の前に立ちはだかる。アトラス院の高速思考と分割思考の他、クルドリス家の特質でエグゾフォルムとして、自らの骨を操る。
タンゲレ
骨の巨人。ラティオの分割思考2つ分を宛てがわれた使い魔。ラティオに比べるとフランクな口調と性格。
無支奇（むしき)
かつて思想魔術を扱う山嶺法廷に所属していた仙人。長身の白い女。痣のような、入れ墨のような蒼い紋様を持つ。火眼金晴を持つ。

### 冒険「彷徨海の魔人」の登場人物
両儀幹也（りょうぎ みきや）
両儀家で会計の仕事をしている男。旧姓は黒桐。『空の境界』の黒桐幹也と同一人物だが別存在である。詳細は当該記事を参照。
本作にて「殺人考察」の後に両儀家に娘婿として嫁いだことが明かされた。橙子の紹介でII世と関わる。
両儀未那（りょうぎ まな）
幹也の娘。『空の境界 未来福音』の両儀未那と同一人物だが別存在である。詳細は当該記事を参照。

### 冒険「錬金術師の遺産」の登場人物
シオン・エルトナム・ソカリス
カルマグリフ・メルアステア・ドリューク
プトレマイオス1世

### 冒険「フェムの船宴」の登場人物
ヴァレリー・フェルナンド・ヴァンデルシュターム
イシリッド・モーガンファルス
衛宮士郎（えみや しろう）

### 冒険「星冠密議」の登場人物
スカンジナビア・ペペロンチーノ
アヴィダヤ

## 用語
時計塔
Fateシリーズ他、TYPE-MOON作品における魔術協会三大部門の一角で、ロンドンに拠点がある。魔術協会は、魔術の管理・隠匿・発展を使命とし、身を守るために武力を持ち、魔術の発展（衰退）のための研究機関と魔術による犯罪抑止のための法律を持つ。三部門の中では設立は一番新しい西暦元年だが、他の二部門であるアトラス院や彷徨海に比べて、時を経るに従って神秘が薄れゆく時代にも適応し、人類史の内にあって魔術を研鑽することを受け入れた魔術師たちが所属し最大勢力になっている。主人公がここで教鞭をとっている他、登場人物の多くが所属しているため、作中で単に「魔術協会」とされた際は、大抵の場合はこの「時計塔」を指す。
「時計塔」は約2000年前の西暦元年に創設され、創設者は、時計塔院長のブリシサン、キシュア・ゼルレッチ・シュバインオーグ、ミスティール、ソロネア、ユリフィス、アニムスフィア、バリュエレータ、ジグマリエ、アステア、ユミナ達(残り二人の名前は不明)、12人の魔術師と魔女である。
ロンドン郊外に中世と近代を混ぜ合わせたような街としてあり、100以上の学術棟と40以上の学生寮（カレッジ）と、住民を支える商工業で成り立っている巨大な学園都市。主人公たちが在籍する現代魔術科は「スラー」と呼ばれる区画にある。
12の学部があり、それぞれの学部長は「君主（ロード）」の称号をもつ。
12学部
時計塔にある12の学部。多くは丸括弧内に記した学部の創設者や著名な魔術師名、学問内容にちなんだ通称をもつ。
学部番号順に、1：全体基礎科（ミスティール）、2：個体基礎科（ソロネア）、3：降霊科（ユリフィス）、4：鉱石科（キシュア）、5：動物科（キメラ）、6：伝承科（ブリシサン）、7：植物科（ユミナ）、8：天体科（アニムスフィア）、9：創造科（バリュエレータ）、10：呪詛科（ジグマリエ）、11：考古学科（アステア）、12：現代魔術科（ノーリッジ）、で、他に魔術の研鑽ではなく時計塔を護ることを目的とする「法政科/法政局（バルトメロイ）」がある。
エルメロイII世の先代のケイネスの時代には、君主の中でエルメロイ派は第4位だったが、ケイネス亡き後は第12位までおちている。
三大貴族/三派閥
三大貴族は魔術師を束ねる大貴族の家で主力勢力である。長は「君主（ロード）」と呼ばれており、バルトメロイ、トランベリオ、バリュエレータの三家。親族や分家を20家あまり従えており、魔術界以外に表の社会でも名門貴族として通っている。
魔術師の派閥として三大派閥があり、それぞれの長は三大貴族ともかぶるが、貴族主義のバルトメロイ、民主主義のトランベリオ、中立派閥のメルアステアとなっており、日々勢力争いをしている。三大貴族のバリュエレータは民主主義に属す。
階位
時計塔の魔術師の魔術力に対応した序列の標示。下位から「末子(フレーム)」、「長子(カウント)」、「開位(コーズ)」、「祭位(フェス)」、「典位(プライド)」、「色位(ブランド)」、「冠位(グランド)」。最高位の冠位は「幻の冠位」とも呼ばれ任じられる者は希少であり、君主であっても「色位(ブランド)」が実質上の最高位になっている。
冠位決議（グランド・ロール）
時計塔の運営のために、名目上は学科や派閥の枠の別なく、問題・議題をロードやその代理人によって審議する会議。実際には権力闘争の場でもあり、議題によっては旗色を明かすことを避けて欠席・棄権するロードもいる。
近い過去にはケイネスの死後に鉱石科のロードからエルメロイ派を外すことや、現代魔術科にエルメロイ派を据えることなどが決議された。

霊墓アルビオン
時計塔の地下の、そのまた地下深くに広がっている巨大迷宮。地上の世界とは魔力やエーテルの濃度が異なっており、地上からは消え失せたはずの幻想種が未だに生息している。また、魔力を帯びた魔術的に貴重な色々な呪体を産出するため、時計塔がこの上にある理由になっている空間である。地上において人理の優位が決定し、神代の魔術と神秘が消え失せていく時代に、他の神秘が退去した先の世界の裏に行きそびれた巨大な竜種の遺骸が迷宮に変じたという伝説がある。
その全容は未だ解明されていないものの、現在把握されている空間は「採掘都市マギスフェア」・「大魔術回路（静脈回廊オドベナ）」・「古き心臓」・「天文台カリオン」・「妖精域」で、冠位決議は「古き心臓」で執り行われる。入るのは易く出るのは難しいともいわれており、採掘者はアルビオン内で生活し、ここで生まれ育つ者も少なくない。
空間や産出物の採掘の管理は「秘骸解剖局」が行っており、時計塔と結びつきは深いが、完全に独立した組織である。それ故に時計塔の各派閥からの潜入者や工作員も紛れ込んでいる。
アトラス院
俗称「巨人の穴蔵」。エジプトのアトラス山を根拠とし、この地名に因んでアトラス院と名乗っている。
西暦以前から存在する錬金術の学舎で、魔術協会三大部門の一角を成す。蓄積と計測の院。魔術世界における兵器倉庫。禁忌の穴倉。人類の滅びの未来を確定されたものとして、その滅びの到来を少しでも遅くすることを目的とする。人類が長く生き延びられるのならば種として変態・退行しても構わないと考えている。
時計塔に所属しているような、中世を発祥とする西洋魔術に傾倒した現代錬金術とは別物で、魔術の祖と言われる、世界の理を解明する錬金術師の集まり。その発端はエジプト神話における魔術の祖、女神イシスの流れにある。
「自らが最強である必要はない。我々は最強であるものを創り出すのだ」という格言を信条とし、多くの武器（兵器）を製造しており、その最たるものが魔術世界で言う、七つの禁忌。「七大兵器」として展示されている。アトラス院は世界を滅ぼす兵器を七つまで作り上げ、その段階で自分たちの限界を認め、これを封印した。初代院長が演算した世界の終末を回避するために兵器を作り続け、そしてその兵器は世界を滅ぼしうるがために廃棄され続ける。歴代院長は必ず発狂し、その結果として世界を滅ぼしてしまう禁忌の兵器を創り出した。或いは未来に挑み、これに敗北した結果として発狂したともいわれる。
地上のものとは比べものにならない魔術礼装の貯蔵庫だが、実際は発明を繰り返しては失敗作とされた悍ましい兵器の山の廃棄場に近い。また、疑似霊子である魂を観測可能なエネルギーとして扱い、魔術回路を持つ生命、ホムンクルスを創造した。
外観は、近未来的な四角錐が無数に立ち並んだり逆向きに地面に突き刺さっていたりというアヴァンギャルドな代物で、スーパーコンピューターとピラミッドの合いの子を連想させる。背景に見える砂漠や「まともな」ピラミッドからの浮き具合がなんともシュールである。中心部は500メートル地下で、内部には作り物の空と、一つの街ほどもある空間が存在し、人間に必要なもの、生活に必要なものが揃っている。中心にはオベリスクの形をしたアトラス院最大の記録媒体、疑似霊子演算装置トライヘルメスが鎮座する。
アトラスの六源（六賢者）
アトラス院の錬金術師は時計塔の魔術師と違って魔術回路をほぼ持たず、家系もそれほど重視されない傾向にあるが、その例外にあたるのがアトラスの六源（かつては六賢者と呼ばれた）と呼ばれる、時計塔で言うところのロードにあたる家系である。他のアトラス院所属者と共通しているものの、家伝特質と呼ばれる「自らの体内のみで動作する魔力を生む」特殊な体細胞を持ち合わせている。かつて六賢者は、『アトラス院の始まり』に大きく関わっている。
エルトナム家
アトラス院院長のズェピアと養女シオンの家系。エルトナム一族秘伝の錬成物エーテライトに特化しており、ミクロン単位のモノフィラメント。第五架空元素（エーテル）で出来ており、元々は医療用疑似神経として開発が進んでいた経緯から、一部の機能に限定すればエルトナム家以外の人間でも使用することはできるが、それでもその能力を真に発揮できるのは家系の人間のみであることには変わりがない。
クルドリス家
自らの骨としてエグゾフォルムを扱う一族。二千年以上もの昔に、アトラス院の分派が建設した“もうひとつのアレクサンドリア大図書館”で山嶺法廷、彷徨海と共同で実験を行っていた過去がある。現代ではラティオ・クルドリス・ハイラム、ログ・クルドリス・ハイラム、サイファ・クルドリス・ハイラム等が所属している。
イシュタリオ家
皮膚に対して特別な形質を伝える一族。彼らのそれは表層変性機構モレクルフェイスと呼ばれる、皮膚の表面積を最大限に利用した演算機構である。所属者は、ジョゼッペ・イシュタリオ・サグダイム、クォート・イシュタリオ・アズバンの２名が確認されている。
山嶺法廷（さんれいほうてい）
大陸東方に根ざした思想魔術の主だった組織のひとつ。
神代からの「盤」への接続権を残した者たちが属しており、人界に関わることはしないとされている。
その中でも十官と呼ばれる幹部たちは正真正銘の仙人であり、特権領域にまで接続できる思想鍵紋を使用できると言われている
螺旋館（らせんかん）
大陸東方に根ざした思想魔術の主だった組織のひとつ。「館」とも呼ばれる。その大元は10の楼からなる博物館。確認されている中では、憑依楼が存在する。組織の建物は支部含めて、何らかの形で螺旋の形状を取り入れている。
時計塔が世界で一番規模の大きい魔術組織ではあるが、構成員の数でいうなら螺旋館の方が多いかもしれないと言われている。

## 既刊一覧

### 小説

#### TYPE-MOON BOOKS版
- TYPE-MOON（原作）・三田誠（著）・坂本みねぢ（イラスト） 『ロード・エルメロイII世の事件簿』 TYPE-MOON BOOKS、全10巻 
  1. 「case.剥離城アドラ」2014年12月28日初版発行（12月23日発売）
  2. 「case.双貌塔イゼルマ（上）」2015年8月14日初版発行（同日発売）
  3. 「case.双貌塔イゼルマ（下）」2015年12月29日初版発行（12月4日発売）
  4. 「case.魔眼蒐集列車（レール・ツェッペリン）（上）」2016年8月12日初版発行（8月14日発売）
  5. 「case.魔眼蒐集列車（下）」2016年12月29日初版発行（12月30日発売）
  6. 「case.アトラスの契約（上）」2017年8月11日初版発行（同日発売）
  7. 「case.アトラスの契約（下）」2017年12月29日初版発行（12月31日発売）
  8. 「case.冠位決議（グランド・ロール）（上）」2018年8月10日初版発行（8月12日発売）
  9. 「case.冠位決議（中）」2018年12月29日初版発行（12月31日発売）
  10. 「case.冠位決議（下）」2019年5月17日初版発行（5月17日発売）
- TYPE-MOON（原作）・三田誠（著）・坂本みねぢ（イラスト） 『ロード・エルメロイII世の冒険』 TYPE-MOON BOOKS、既刊10巻（2025年8月17日現在）
  1. 「神を喰らった男」2020年12月25日発売
  2. 「彷徨海の魔人（上）」2021年8月13日発売
  3. 「彷徨海の魔人（下）」2022年1月28日発売
  4. 「錬金術師の遺産（上）」2022年8月19日発売
  5. 「錬金術師の遺産（下）」2022年12月31日発売
  6. 「フェムの船宴（カーサ）（上）」2023年8月13日初版発行（同日発売）
  7. 「フェムの船宴（中）」2023年12月30日初版発行（12月31日発売）
  8. 「フェムの船宴（下）」2024年8月12日発売
  9. 「星冠密議（グランド・ロール）（1）」2024年12月30日発売
  10. 「星冠密議（2）」2025年8月17日発売

#### 角川文庫版
- TYPE-MOON（原作）・三田誠（著）・坂本みねぢ（イラスト） 『ロード・エルメロイII世の事件簿』 KADOKAWA〈角川文庫〉、全10巻
  1. 「case.剥離城アドラ」2019年4月25日初版発行（4月24日発売[21]）、ISBN 978-4-04-108074-0
  2. 「case.双貌塔イゼルマ（上）」2019年5月25日初版発行（5月24日発売[22]）、ISBN 978-4-04-108075-7
  3. 「case.双貌塔イゼルマ（下）」2019年6月25日初版発行（6月14日発売[23]）、ISBN 978-4-04-108076-4
  4. 「case.魔眼蒐集列車（レール・ツェッペリン）（上）」2019年7月25日初版発行（7月24日発売[24]）、ISBN 978-4-04-108077-1
  5. 「case.魔眼蒐集列車（下）」2019年8月25日初版発行（8月23日発売[25]）、ISBN 978-4-04-108078-8
  6. 「case.アトラスの契約（上）」2019年10月25日初版発行（10月24日発売[26]）、ISBN 978-4-04-108812-8
  7. 「case.アトラスの契約（下）」2019年12月25日初版発行（12月24日発売[27]）、ISBN 978-4-04108813-5
  8. 「case.冠位決議（グランド・ロール）（上）」2020年10月25日初版発行（10月23日発売[28]）、ISBN 978-4-04-109960-5
  9. 「case.冠位決議（中）」2020年11月25日初版発行（11月21日発売[29]）、ISBN 978-4-04-109962-9
  10. 「case.冠位決議（下）」2020年12月25日初版発行（12月24日発売[30]）、ISBN 978-4-04-109963-6

### 漫画
- 三田誠 / TYPE MOON（原作）・坂本みねぢ（キャラクター原案）・東冬（漫画）・TENGEN（ネーム構成） 『ロード・エルメロイII世の事件簿』 KADOKAWA〈角川コミックス・エース〉 既刊13巻（2025年7月26日現在）
  1. 2018年7月4日初版発行（7月3日発売[31]）、ISBN 978-4-04-107053-6
  2. 2018年8月4日初版発行（同日発売[32]）、ISBN 978-4-04-107054-3
  3. 2019年1月10日初版発行（同日発売[33]）、ISBN 978-4-04-107733-7
  4. 2019年6月26日初版発行（同日発売[34]）、ISBN 978-4-04-108126-6
  5. 2019年12月28日初版発行（同日発売[35]）、ISBN 978-4-04-108131-0
  6. 2020年10月26日初版発行（同日発売[36]）、ISBN 978-4-04-108132-7
  7. 2021年3月4日初版発行（同日発売[37]）、ISBN 978-4-04-111095-9
  8. 2021年10月4日初版発行（同日発売[38]）、ISBN 978-4-04-111702-6
  9. 2022年5月2日初版発行（同日発売[39]）、ISBN 978-4-04-111703-3
  10. 2023年3月3日初版発行（同日発売[40]）、ISBN 978-4-04-113413-9
  11. 2023年11月4日初版発行（同日発売[41]）、ISBN 978-4-04-114239-4
  12. 2024年10月4日初版発行（同日発売[42]）、ISBN 978-4-04-115273-7
  13. 2025年7月26日初版発行（同日発売[43]）、ISBN 978-4-04-116303-0

#### Fate/Zero（Another Epilogue）
「case.双貌塔イゼルマ」の序章、ウェイバー・ベルベットがライネスの配下に拉致されてライネスと対面し、契約を交わしてロード・エルメロイII世となるエピソードは、真じろうの作画による『Fate/Zero』漫画版にも番外編「Another Epilogue」として最終話に加えられ、単行本第14巻（最終巻）の最後に収録されている。

### 設定資料集
- 『ロード・エルメロイII世の事件簿 material』 TYPE-MOON BOOKS、2020年1月10日発売

## テレビアニメ
『ロード・エルメロイII世の事件簿 -魔眼蒐集列車 Grace note-』（ロード・エルメロイにせいのじけんぼ レール・ツェッペリン グレース・ノート）のタイトルで、2019年7月から9月までTOKYO MXほかにて放送された。Fateシリーズ生誕15周年記念作品。
2018年12月31日放送の特番「Fate Project 大晦日TVスペシャル2018」にてテレビアニメ化が発表され、第1巻冒頭でグレイがルヴィアに話していたエルメロイII世と猫のエピソードを元にしたオリジナルストーリーである第0話「墓守と猫と魔術師」が、同特番内で放映された。
2021年7月4日に特別編の制作が発表された。2021年12月31日の特番「Fate Project 大晦日TVスペシャル2021」内にて放送。

### シナリオ
テレビアニメのシナリオは、前半が著者の三田誠監修によるオリジナルエピソード、後半が『魔眼蒐集列車』のストーリーで構成される。この構成は監督の加藤誠とスーパーバイザーのあおきえいが三田に提案し、オリジナルエピソードで世界観を構築する設定を見せて、ある程度の設定が揃ったところで『魔眼蒐集列車』を描く構成にまとめられた。また物語としては、あおきが監督を務めたTVアニメ『Fate/Zero』と同じ世界線の物語になる。
原作でロード・エルメロイII世が挑む5つの事件から『魔眼蒐集列車』が選ばれた理由は、アクションや盛り上がる場面が多く、映像化に向いているためである。また、エルメロイII世が目指してきたものは何なのかを描ける物語であり、グレイの成長を描くうえでも重要な物語であるため。さらにエルメロイII世とグレイのバディものとしても描けるエピソードであったため選ばれた。他の物語の映像化も検討されたが、『剥離城アドラ』や『双貌塔イゼルマ』などはテレビアニメにすると中盤以降まで盛り上がる展開が作りづらく、内容的にも劇場アニメ向きのストーリーであるため、今回の映像化は断念された。
『魔眼蒐集列車』のみ映像化する際、グレイの能力やエルメロイII世とライネスの関係など前提となる知識を描くため、テレビアニメの前半はアニメオリジナルストーリーが描かれる。三田は、いつかメディアミックスや、他の作家や脚本家が事件簿の物語を描くことがあるかもしれないことを想定し、『剥離城アドラ』と『双貌塔イゼルマ』の間に1か月、『双貌塔イゼルマ』と『魔眼蒐集列車』の間にも1か月、物語の中で空白の時間をつくり、短編を描けるように構想を練っていた。テレビアニメでは、原作でわずかに語られた話や物語の補完を入れつつ、原作では語られていない別の事件や各キャラクターの日常が描かれる。
三田はアニメーション制作に各話数の制作の最初と最後の段階で立ち会っており、旧知の仲でもあるシリーズ構成・脚本の小太刀右京と共にオリジナル展開のアイデア出しや脚本監修・修正を務めている。

### スタッフィング
魔術考証は原作と同様に三輪清宗が担当している。監督は加藤誠、シリーズ構成は三輪も所属しているチーム・バレルロール代表でFate関連作品にも多数参加している小太刀右京、キャラクターデザインは『Fate/Grand Order』第2部OPアニメで監督・キャラクターデザイン・一人原画などを担当した中井準、アニメーション制作は同OPアニメを制作したTROYCAが務める。
スーパーバイザーはテレビアニメ『Fate/Zero』にて監督を務めたあおきえいが務め、同アニメで音楽を務めた梶浦由記が本作でも劇伴を担当する。あおきは脚本会議にすべて出席し、アドバイザーとしてテレビアニメ『Fate/Zero』との繋がりを強めている。また、第0話では『Fate/Zero』にてアニメーション制作を務めたufotableが原画で参加している。

### スタッフ
- 原作 - 三田誠/TYPE-MOON[7][46]
- キャラクター原案 - 坂本みねぢ[7][46]
- 監督 - 加藤誠[7][46]
- シリーズ構成 - 小太刀右京[7][46]
- キャラクターデザイン - 中井準[7][46]
- サブキャラクターデザイン - 牧野竜一、サトウミチオ
- メインアニメーター - 牧野竜一
- クリーチャーデザイン - 小田裕康、牧野竜一
- 魔眼蒐集列車デザイン - 大久保幹夫
- スーパーバイザー - あおきえい[7][46]
- プロップデザイン - 江間一隆[7][46]
- 魔術考証 - 三輪清宗[7][46]
- 美術監督 - 伊藤聖[7][46]
- 美術設定 - 坂本竜[7][46]
- 色彩設計 - 篠原真理子[7][46]
- 撮影監督 - 加藤友宜[7][46]
- CGディレクター - 井口光隆[7][46]
- 編集 - 右山章太[7][46]
- 音響監督 - 明田川仁[7][46]
- 音楽 - 梶浦由記[7][46]
- 音楽制作 - アニプレックス
- 音楽プロデューサー - 森康哲
- プロデューサー - 黒﨑静佳、笠原直徒
- アニメーションプロデューサー - 長野敏之[7][46]
- 制作 - TROYCA[7][46]
- 製作 - アニプレックス、ノーツ、TROYCA

### ゲストキャスト
第0話

- ロッコ・ベルフェバン - 麻生智久（第3話）
- ブラム・ヌァザレ・ソフィアリ - 野島裕史（第4話）

第1話

- バルザーン - 柳田淳一

第2話

- メアリ・リル・ファーゴ - 金元寿子（第10話）
- クレア - M・A・O
- フェルナンド・李 - 島田敏（第10話・第11話）
- アレック・ファーゴ - 山本祥太
- アーネスト・ファーゴ - 梅津秀行

第3話

- グルドア・ダヴェナント - 青山穣
- マイケル - 沖野晃司
- ブリジット - 藤井ゆきよ

第4話・第5話

- 獅子劫界離 - 乃村健次（第7話・第9話 - 第12話、特別編）
- ウィルズ・ペラム・コドリントン - 前野智昭
- ワレッタ・コドリントン - 緒乃冬華（4話のみ）
- フェイ - Lynn（5話のみ）

第12話
- 円卓議決 - 川澄綾子、小野大輔

第13話
- シャルダン - 宝亀克寿
- ガウリカ - 櫻井浩美

特別編
- カミュ・ペリゴール - 甲斐田裕子
- アムレス・ヴォータン - 日野聡
- ウィナー・パーキンス - 水中雅章
- リシャール・オータム - 芳野由奈
- ホルス・オース - 逢坂良太
- カイミア・エンピリアン - 村田太志

### 主題歌
「starting the case : Rail Zeppelin」
梶浦由記作曲・編曲によるオープニングテーマ。
「雲雀」
ASCAによるエンディングテーマ。作詞・作曲・編曲は梶浦由記。
「君が見た夢の物語」
ASCAによる特別編のエンディングテーマ。プロデュースは梶浦由記。

### 評価
BD第1巻（完全生産限定版）の初週推定売上は3,243枚、DVD第1巻（同）の初週推定売上は536枚をそれぞれ記録している。

### 各話リスト
| 話数   | サブタイトル | 脚本                | 絵コンテ                 | 演出              | 作画監督                                                              | 総作画監督                            |
| ------ | --- | ------------------- | ------------------------ | ----------------- | --------------------------------------------------------------------- | ------------------------------------- |
| 0話    | 墓守と猫と魔術師 There is no such thing as "truth". | 小太刀右京          | あおきえい               | 林宏樹            | 中井準 松本昌子                                                       | -                                     |
| 1話    | バビロンと刑死者と王の記憶 Please add "II" to "Lord El-Melloi." The name is a heavy burden for me to bear.                                                                                | 小太刀右京          | 加藤誠                   | 加藤誠            | 中井準                                                                | -                                     |
| 2話    | 七つの星と永遠の檻 Not even the stars' luster can last forever. | 三輪清宗 重信康     | 林宏樹                   | 鈴木拓磨          | 松本昌子                                                              | -                                     |
| 3話    | 雷鳴と地下迷宮 Sometimes, taking decisive action yields more than mere material rewards.                                                                                                  | 小太刀右京 三輪清宗 | 加藤誠 福上考里          | 渡部周            | サトウミチオ                                                          | 中井準 サトウミチオ 松本昌子          |
| 4話    | 工房と塚と死霊魔術師 I won't pass judgment on anything that has yet to be proven. That is the way of a scholar.                                                                           | 小太刀右京 三輪清宗 | 林宏樹                   | 山口頼房 渡部周   | 奥田淳                                                                | 中井準 サトウミチオ 松本昌子          |
| 5話    | 最果ての槍と妖精眼 In the world of mages, it doesn't matter who did it, or how. | 小太刀右京 三輪清宗 | 加藤誠 中井準 福上考里   | 鈴木拓磨          | 鈴木勇 古矢好二 山本碧 新井伸浩                                       | 中井準 サトウミチオ 松本昌子          |
| 6話    | 少女とデパートとプレゼント Catch-as-catch-can is a game for the ladies! | 重信康              | あおきえい               | 渡部周            | 合田浩章 大橋知華 鈴木勇                                              | 中井準                                |
| 7話    | 魔眼蒐集列車1/6 旅立ちの汽笛と第一の殺人 Rail Zeppelin 1/6 Seeing was the first magical spell in human history.                                                                           | 小太刀右京          | 日下部智津子             | 境隼人            | 松林志穂美 佐伯直実                                                   | 中井準 日下部智津子                   |
| 8話    | 魔眼蒐集列車2/6 神威の車輪と征服王の記憶 Rail Zeppelin 2/6 And yet humans still become slaves to what they see.                                                                           | 小太刀右京          | 福田道生                 | 渡部周            | 合田浩章 加藤里香 山本みどり                                          | 中井準 サトウミチオ 松本昌子          |
| 9話    | 魔眼蒐集列車3/6 巫女と決意と腑海林の仔 Rail Zeppelin 3/6 Invocation; A spell enabling you to project Heroic Spirits and Divine Spirits onto yourself, so that you can borrow their power. | 小太刀右京          | 林宏樹                   | 熊野千尋 渡邉徹明 | 牧野竜一 謝宛倩 鈴木勇 藤中友里 古矢好二 奥田淳                       | 中井準 サトウミチオ 松本昌子 合田浩章 |
| 10話   | 魔眼蒐集列車4/6 泡影の魔眼と目覚める探偵 Rail Zeppelin 4/6 There is no crime without motive.                                                                                              | 小太刀右京          | 菅井嘉浩                 | 菅井嘉浩          | 渡辺浩二 有我洋美 松原栄介 笹川弥幸 大塚八愛 長谷川亨雄 篁馨 中熊太一 | 中井準 サトウミチオ 松本昌子          |
| 11話   | 魔眼蒐集列車5/6 残像とオークション Rail Zeppelin 5/6 This is no true case. It's the afterimage of what was once a case.                                                                   | 小太刀右京          | 福田道生                 | 鈴木拓磨          | 奥田淳 加藤里香 謝宛倩 杉本幸子 鈴木勇 丸岡功治                       | 中井準 サトウミチオ 松本昌子          |
| 12話   | 魔眼蒐集列車6/6 雷光と流星 Rail Zeppelin 6/6 That is why I exist here, now. | 小太刀右京          | 林宏樹                   | 林宏樹            | 合田浩章 牧野竜一 鈴木勇                                              | 中井準                                |
| 13話   | 時計塔と日常と未来への第一歩 Glory lies beyond the horizon – Challenge it because you know it to be unattainable.                                                                         | 重信康              | 林宏樹 あおきえい 加藤誠 | 渡部周 加藤誠     | 中井準 サトウミチオ 松本昌子 奥田淳 牧野竜一                          | 中井準 サトウミチオ 松本昌子          |
| 特別編 | ウェイバーと同窓会と幻灯機 Therein lay all the answers as to why you chose me. | 小太刀右京          | 加藤誠                   | 加藤誠            | 中井準 松本昌子 サトウミチオ                                          | 中井準                                |

### 放送局
| 放送日                                                                                          | 放送時間                     | 放送局       | 対象地域   | 備考                      |
| ----------------------------------------------------------------------------------------------- | ---------------------------- | ------------ | ---------- | ------------------------- |
| 2018年12月31日                                                                                  | 月曜 21:00 - 23:55           | TOKYO MX     | 東京都     |                           |
|                                                                                                 | 月曜 21:00 - 23:59           | とちぎテレビ | 栃木県     |                           |
|                                                                                                 | 月曜 21:00 - 火曜 0:00       | BS11         | 日本全域   | BS放送 / 『ANIME+』枠     |
|                                                                                                 |                              | 群馬テレビ   | 群馬県     |                           |
| 2019年3月27日                                                                                   | 水曜 21:30 - 22:00           | AT-X         | 日本全域   | CS放送 / リピート放送あり |
| 2019年6月30日                                                                                   | 日曜 3:08 - 3:38（土曜深夜） | 毎日放送     | 近畿広域圏 | 『アニメシャワー』第3部   |
| TOKYO MX、とちぎテレビ、BS11、群馬テレビでは『Fate Project 大晦日TVスペシャル2018』内にて放送。 |                              |              |            |                           |

| 放送期間               | 放送時間                     | 放送局       | 対象地域   | 備考                      |
| ---------------------- | ---------------------------- | ------------ | ---------- | ------------------------- |
| 2019年7月7日 - 9月29日 | 日曜 0:00 - 0:30（土曜深夜） | TOKYO MX     | 東京都     |                           |
|                        |                              | BS11         | 日本全域   | BS放送 / 『ANIME+』枠     |
|                        |                              | 群馬テレビ   | 群馬県     |                           |
|                        |                              | とちぎテレビ | 栃木県     |                           |
| 2019年7月7日 - 10月7日 | 日曜 3:08 - 3:38（土曜深夜） | 毎日放送     | 近畿広域圏 | 『アニメシャワー』第3部   |
| 2019年7月8日 - 9月30日 | 月曜 23:00 - 23:30           | AT-X         | 日本全域   | CS放送 / リピート放送あり |
| 2019年7月28日 -        | 日曜 1:35 - 2:05（土曜深夜） | 青森朝日放送 | 青森県     |                           |

| 配信期間     | 配信時間                     | 配信サイト |
| ------------ | ---------------------------- | --- |
| 2019年7月7日 | 日曜 0:00 - 0:30（土曜深夜） | AbemaTV |
| 2019年7月9日 | 火曜 12:00 更新              | dアニメストア ニコニコチャンネル GYAO! バンダイチャンネル Hulu Amazonプライム・ビデオ ひかりTV U-NEXT アニメ放題 FOD ビデオマーケット DMM.com ビデオパス J:COMオンデマンド メガパック dTV |
|              | 火曜 23:00 - 23:30           | ニコニコ生放送 |

| 放送日                                              | 放送時間           | 放送局       | 対象地域 | 備考                  |
| --------------------------------------------------- | ------------------ | ------------ | -------- | --------------------- |
| 2021年12月31日                                      | 金曜 22:00 - 23:55 | TOKYO MX     | 東京都   |                       |
|                                                     |                    | 群馬テレビ   | 群馬県   |                       |
|                                                     |                    | とちぎテレビ | 栃木県   |                       |
|                                                     |                    | BS11         | 日本全域 | BS放送 / 『ANIME+』枠 |
| 『Fate Project 大晦日TVスペシャル2021』内にて放送。 |                    |              |          |                       |

### BD / DVD
| 巻     | 発売日        | 収録話          | 規格品番      | 規格品番      |
| 巻     | 発売日        | 収録話          | BD限定版      | DVD限定版     |
| ------ | ------------- | --------------- | ------------- | ------------- |
| 1      | 2019年9月4日  | 第0話 - 第1話   | ANZX-14481/2  | ANZB-14481/2  |
| 2      | 2019年10月2日 | 第2話 - 第3話   | ANZX-14483/4  | ANZB-14483/4  |
| 3      | 2019年11月6日 | 第4話 - 第6話   | ANZX-14485/6  | ANZB-14485/6  |
| 4      | 2019年12月4日 | 第7話 - 第8話   | ANZX-14487/8  | ANZB-14487/8  |
| 5      | 2020年1月15日 | 第9話 - 第10話  | ANZX-14489/90 | ANZB-14489/90 |
| 6      | 2020年2月5日  | 第11話 - 第13話 | ANZX-14491/2  | ANZB-14491/2  |
| 特別編 | 2022年3月30日 | 特別編          | ANZX-14493/4  | ANZB-14493/4  |

### Webラジオ
スヴィン・グラシュエート役の山下誠一郎によるWebラジオ『ロード・エルメロイII世の事件簿 エルメロイ教室便り』が、2019年7月6日より超！A&G+にて毎週土曜18時に配信。

### 体感型ゲーム
『ロード・エルメロイII世の事件簿 case.遊園地と悪戯な魔術師たち』
2019年7月20日から9月8日にかけてよみうりランドのコラボの内の一環として行われた園内を回遊するタイプの体感型ゲームイベント。
『ロード・エルメロイII世の事件簿 case.七不思議の殺人（マーダー・オブ・ザ・セブンワンダーズ）』
2019年8月18日から10月27日の金・土・日曜日によだかのドラマチックルームで東京公演、同年9月13日から14日にHEP HALLで大阪公演が行われたホールで公演されるタイプの体感型ゲームイベント。

## 舞台
音楽劇『ロード・エルメロイII世の事件簿 -case.剥離城アドラ-』が2019年12月から2020年1月まで公演。総合演出をウォーリー木下、脚本を斎藤栄作、演出を元吉庸泰が担当。

### キャスト（舞台）
- ロード・エルメロイII世 - 松下優也[66]
- グレイ - 青野紗穂[66]
- フラット・エスカルドス - 納谷健[66]
- スヴィン・グラシュエート - 伊崎龍次郎[66]
- ライネス・エルメロイ・アーチゾルテ - 浜崎香帆[66]
- ハイネ・イスタリ - 百名ヒロキ[66]
- 時任次郎坊清玄 - 木戸邑弥[66]
- フリューガー - 松田慎也[66]
- 少年従者 - 木村風太[66]
- ロザリンド・イスタリ - 種村梨白花/ソニア（Wキャスト）[66]
- ウェイバー・ベルベット - 植田慎一郎[66]
- ルヴィアゼリッタ・エーデルフェルト - 玉置成実[66]
- オルロック・シザームンド - 花王おさむ[66]
- 化野菱理 - 壮一帆[66]

声の出演
- アッド - 小野大輔
- ライダー - 大塚明夫
- ケイネス - 山崎たくみ